# Ull del cicló

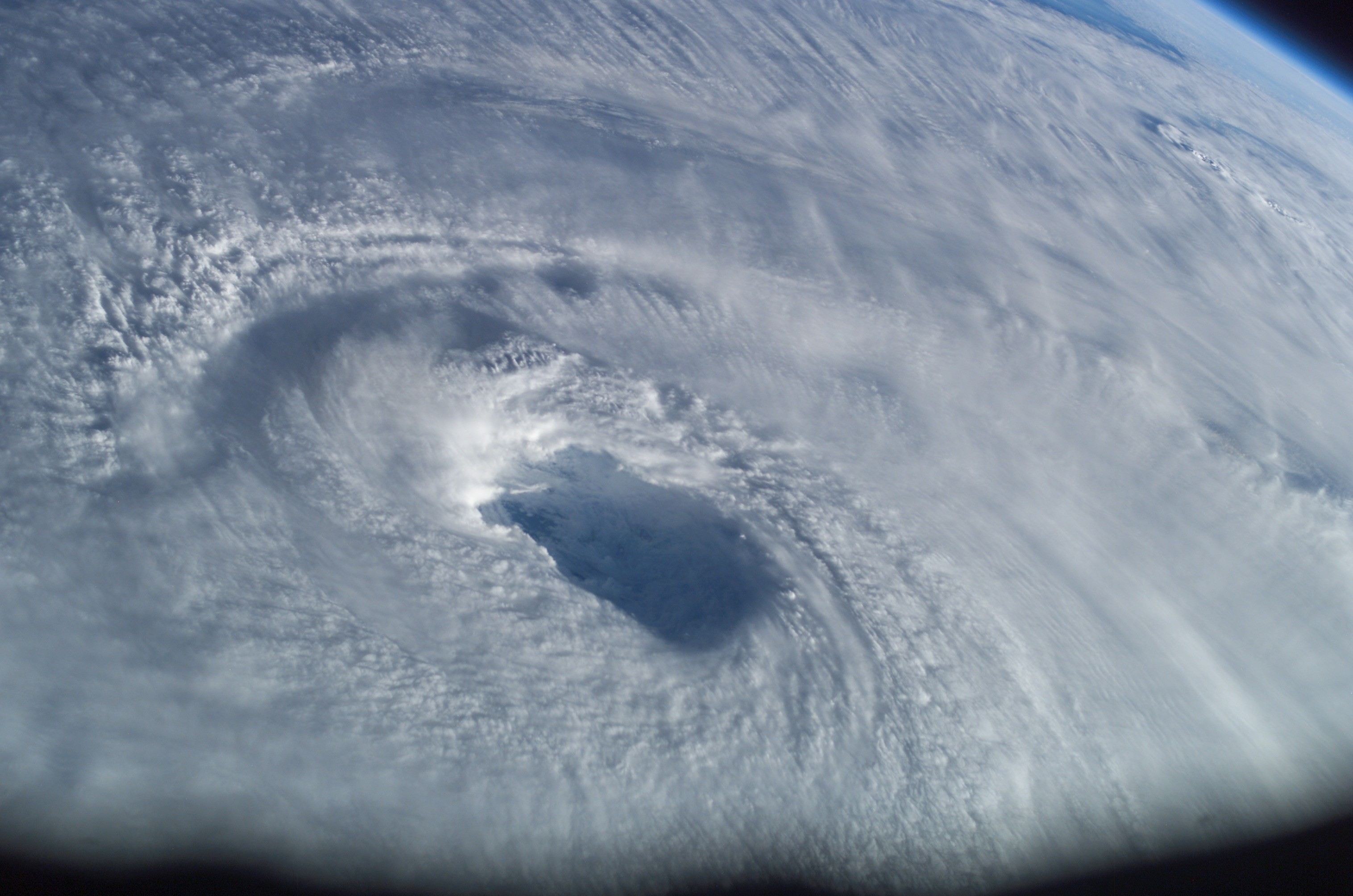
Ull del Huracà Isabel de Categoria 4 vist des de l'Estació Espacial Internacional el 15 de setembre de 2003.

L'ull del cicló és la regió central i més calmada dels ciclons tropicals forts. És un cercle d'entre 40 i 65 quilòmetres de diàmetre. En el que la pressió baromètrica és fins a un 15% inferior a l'exterior. Està envoltat per la paret de l'ull, la zona amb les condicions atmosfèriques més severes.
L'ull és potser el més característic dels ciclons tropicals. En els ulls s'hi presenta una mena d'àrea circular aclarida i de vents suaus, circumval·lada per torres de tempestes verticals, la paret de l'ull. En aquesta àrea feble, l'ull és difús i pot estar cobert pel revestiment dens central, una àrea nuvolosa alta i prima brillant en les imatges de satèl·lit.
Dins l'ull es localitza la menor pressió baromètrica, encara que en el d'una tempesta desorganitzada s'hi poden produir tempestes intenses.

## Estructura
L'ull d'un cicló tropical típic té uns 40 quilòmetres de diàmetre i se situa en el centre de la tempesta. Es denomina ull clar quan està serè o cobert de núvols baixos. I ull ple quan està cobert pel revestiment dens central. A vegades, poden produir precipitacions lleugeres. No obstant això, la menor velocitat dels vents circumdants contrasta amb les condicions de la paret, la zona de fenòmens més violents.
Encara que tendeixen a ser circulars, adquireixen formes el·líptiques o irregulars en amainar la tempesta. És símptoma de debilitament quan un gran ull el·líptic es fragmenta i quan un gran ull obert no circumval la paret central, d'aire més sec.
L'ull pot reduir-se a mides ínfims, "ull d'agulla", en tempestes de intensifiquen a gran velocitat. Aquestes pertorbacions són inestables i perilloses.
A més, aquest tipus de tempestes reemplacen la paret interna de l'ull amb gran freqüència. Això pot passar des de 15 km de distància fins a diversos centenars fora de l'interior. Això produeix ciclons amb dues parets d'ulls, o un "ull dins d'un altre". La paret exterior sol contraure a gran velocitat, ofegant la interior, ampliant i estabilitzant l'ull. Si bé durant aquest procés es debiliten, si la nova paret es contrau ràpidament el cicló s'enforteix i es reinicia el procés.
Per cicles així, els ulls poden variar en grandària des dels 320 km com en el cas del Tifó Carmen a només 3 km (Huracà Wilma). Tot i que és poc comú que les tempestes amb ulls grans s'intensifiquin molt, així passa en els huracans anulars. L'huracà Isabel va ser l'onzè huracà atlàntic més fort de la història i va mantenir un gran ull d'entre 65 i 80 km d'ample durant diversos dies.

## Formació
Els ciclons tropicals es formen a partir de grans àrees desorganitzades i tempestuoses en les regions tropicals. Segons més pertorbacions s'agrupen, es desenvoluparan bandes de pluja que comencen a rotar al voltant d'un centre comú. Segons creix, per raons encara desconegudes, es forma un anell de convecció més forta a certa distància del nucli de rotació.
Atès que tempestes més fortes i més precipitacions indiquen corrents aèries ascendents, el nucli comença a agrupar-se en els nivells superiors del cicló. Com a conseqüència es forma un anticicló, o àrea d'alta pressió atmosfèrica, a la capa superior, sobre el revestiment dens centrar. En conseqüència, la major part d'aquest vent, flueix cap a l'exterior anticiclònica per sobre del cicló tropical.
No obstant això, per raons també desconegudes, una petita porció de l'aire flueix cap al centre de la tempesta, en comptes de cap a fora. El que augmenta la pressió aèria, fins al punt que el pes de l'aire contraresta la força del corrent ascendent. L'aire comença a baixar al centre de la tempesta, creant una àrea lliure de pluges; un nou ull.

## Desconeguts
Les raons de la formació amb un dels misteris sobre aquest fenomen. Hi ha centenars de teories per a descriure el procés formatiu, però només se sap amb certesa que l'ull és necessari per a l'acceleració.
"Recents investigacions en curs" han demostrat fortes vectors de vent de potencial destructiu que triplicava al del mateix cicló. A les zones investigades es va poder constatar que havia estructures destruïdes a pocs metres d'altres amb desperfectes. Això va conduir a pensar que es tractava de tornados quan el fenomen era observat a gran escala. Però en observar l'huracà Frances de 2004 es van poder observar aquests corrents lineals de vent actuant en una zona reduïda. Només s'han observat en forts huracans amb vents superiors als 165 km/h.

## Cicle de reemplaçament de la paret
Els cicles de reemplaçament de la paret de l'ull, anomenats també cicles de parets de l'ull concèntrics, ocorren en els ciclons tropicals, generalment amb vents superiors als 185 km/h. Llavors desenvolupen un ull d'agulla (vegeu supra) i algunes de les bandes de pluja exteriors poden organitzar al voltant d'un anell de tempestes-o paret de l'ull exterior-que entra lentament i disminueix la humitat de la paret interior. Durant aquesta fase el cicló tropical es debilita, per la qual cosa, la paret exterior la reemplaça i la tempesta es reforça. El 1980 l'Huracà Allen va passar per diversos cicles de reemplaçament, fluctuant entre les categories 5:03 de l'escala d'huracans de Saffir-Simpson.
El descobriment d'aquestes parets va interrompre el projecte Stormfury de modificació d'huracans, ja que el que els científics esperaven produir succeïa de manera natural com dinàmica dels huracans.

## Amenaces
Encara que l'ull és, amb diferència, la part més tranquil de la tempesta, sense vent al centre i amb cels clars, l'oceà es converteix en la més perillosa. A la paret de l'ull totes les ones viatgen en la mateixa direcció. Al centre, però, convergeixen des de totes direccions, creant onades erràtiques que poden amuntegar unes sobre altres. L'alçada màxima d'onades d'huracans, és desconeguda, però noves investigacions
indiquen que poden provocar onades de fins a uns trenta-tres metres d'alçada. És un afegit a qualsevol maror ciclònica eventual, ja que aquest fenomen sol estendre's a l'ull.

## Altres tempestes
Encara que només els ciclons tropicals tenen estructures anomenades oficialment "ulls", hi ha altres tempestes que poden mostrar estructures similars:

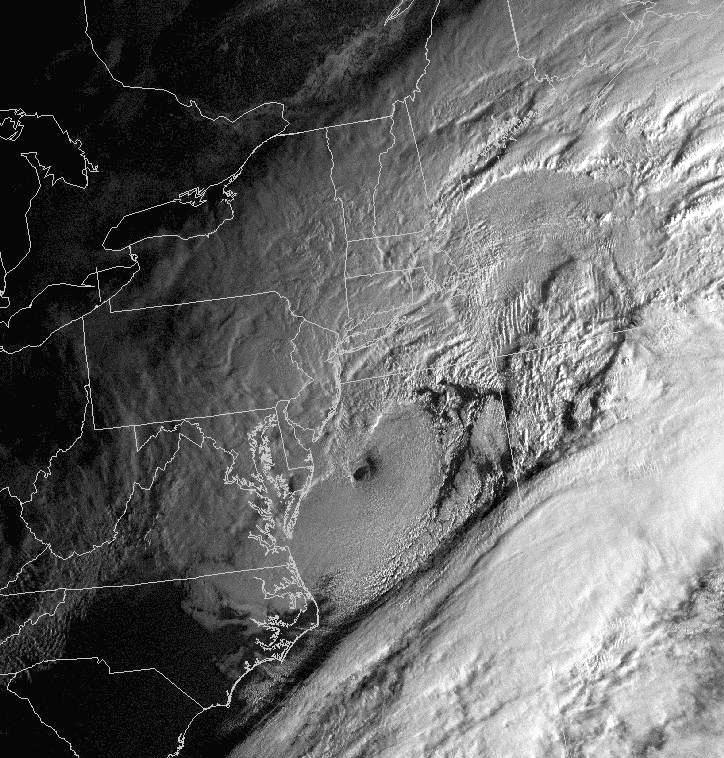
El Torb d'Amèrica del Nord de 2006 vista l'est de la Península de Delmarva) va mostrar una estructura semblant a un ull durant la seva pic d'intensitat (vist aquí a l'est de la Península de Delmarva).

### Baixes polars
Les baixes polars són sistemes atmosfèrics de mesoescala (típicament inferiors als mil quilòmetres) que es troben a prop dels pols. Com els ciclons tropicals es formen sobre l'aigua i poden desenvolupar convencions profundes, i mostrar vents de galerna o superiors (> 50 km/h). A diferència de les tempestes tropicals, creixen en temperatures més fredes ia latituds majors. Desafiant a aquestes diferències, poden ser molt similars en estructura als ciclons tropicals, mostrant un ull clar, envoltat per la paret de l'ull i bandes de pluja o neu.

### Tempestes extratropicals
Les tempestes extratropicals són àrees de baixa pressió que hi ha al límit de diferents masses d'aire. Gairebé totes les tempestes trobades en mitjana latitud, són extratropicals en naturalesa, incloent tempestes de vent europees. Les més severes poden tenir un ull en el punt de menor pressió baromètrica, encara que està envoltat de núvols i es localitza prop del final de la tempesta.

### Tempestes subtropicals
Les tempestes subtropicals són ciclons que tenen característiques extratropicals i tropicals. Com a tal, poden tenir un ull però no ser autèntiques tempestes tropicals.